# Vulcan Hills
Die Vulcan Hills sind eine Gruppe kleiner, vulkanischer Hügel im ostantarktischen Viktorialand. In den Southern Cross Mountains ragen sie 6 km südwestlich der Schulte Hills auf.
Die Nordgruppe einer von 1966 bis 1967 durchgeführten Kampagne im Rahmen der New Zealand Geological Survey Antarctic Expedition nahmen die deskriptive Benennung vor.